# Estland op de Olympische Winterspelen 1998
Tijdens de Olympische Winterspelen van 1998, die in Nagano (Japan) werden gehouden, nam Estland voor de vijfde keer deel.

## Deelnemers en resultaten
(m) = mannen, (v) = vrouwen 

### Biatlon
| Olympiër                                                        | Discipline             | Resultaat | Prestatie |
| --------------------------------------------------------------- | ---------------------- | --------- | --- |
| Dimitri Borovik                                                 | 10 km (m)              | 18e       | 29.19,4 (+2.03,2) pen.: 1 (0 + 1) |
| Dimitri Borovik                                                 | 20 km (m)              | 31e       | 1:01.07,7 (+5.51,3) pen.: 3 (1 + 0 + 1 + 1) |
| Kalju Ojaste                                                    | 20 km (m)              | 44e       | 1:02.15,7 (+6.59,3) pen.: 4 (2 + 0 + 2 + 0) |
| Janno Prants                                                    | 10 km (m)              | 43e       | 30.33,4 (+3.17,2) pen.: 3 (3 + 0) |
| Janno Prants                                                    | 20 km (m)              | 18e       | 59.38,3 (+3.21,9) pen.: 2 (1 + 0 + 1 + 0) |
| Indrek Tobreluts                                                | 10 km (m)              | 36e       | 30.11,3 (+2.55,1) pen.: 3 (1 + 2) |
| Team Janno Prants Indrek Tobreluts Kalju Ojaste Dimitri Borovik | 4x7,5 km estafette (m) | 13e       | 1:26.30,2 (+4.54,0) pen.: 0-13 20.39,7 pen.: 0-2 (0-0 + 0-2) 21.15,3 pen.: 0-1 (0-0 + 0-1) 23.03,7 pen.: 0-6 (0-3 + 0-3) 21.31,5 pen.: 0-4 (0-1 + 0-3) |

### Kunstrijden
| Olympiër       | Discipline | Resultaat | Prestatie                               |
| -------------- | ---------- | --------- | --------------------------------------- |
| Margus Hernits | mannen     | 20e       | 29,5 p. (korte kür: 19 - lange kür: 20) |

### Langlaufen
| Olympiër                                            | Discipline                    | Resultaat | Prestatie                                           |
| --------------------------------------------------- | ----------------------------- | --------- | --------------------------------------------------- |
| Meelis Aasmäe                                       | 30 km klassiek (m)            | 52e       | 1:46.08,8 (+12.13,0)                                |
| Meelis Aasmäe                                       | 50 km vrije stijl (m)         | dnf       | opgave                                              |
| Elmo Kassin                                         | 10 km klassiek (m)            | 58e       | 30.57,8 (+3.33,3)                                   |
| Elmo Kassin                                         | achtervolging 10 km+15 km (m) | 43e       | +5.35,5 (10 km:30.57 + 15 km:41.40,2)               |
| Jaak Mae                                            | 10 km klassiek (m)            | 6e        | 27.56,0 (+31,5)                                     |
| Jaak Mae                                            | 30 km klassiek (m)            | 11e       | 1:38.52,3 (+4.56,5)                                 |
| Jaak Mae                                            | achtervolging 10 km+15 km (m) | 15e       | +2.01,0 (10 km:27.56 + 15 km:41.06,7)               |
| Raul Olle                                           | 10 km klassiek (m)            | 37e       | 29.52,3 (+2.27,8)                                   |
| Raul Olle                                           | 30 km klassiek (m)            | 17e       | 1:40.03,5 (+6.07,7)                                 |
| Raul Olle                                           | achtervolging 10 km+15 km (m) | dns       | niet gestart 15 km (10 km:29.52 + 15 km:dns)        |
| Andrus Veerpalu                                     | 10 km klassiek (m)            | 8e        | 28.00,7 (+36,2)                                     |
| Andrus Veerpalu                                     | 30 km klassiek (m)            | 19e       | 1:40.09,9 (+6.14,1)                                 |
| Andrus Veerpalu                                     | achtervolging 10 km+15 km (m) | dns       | niet gestart 15 km (10 km:28.00 + 15 km:dns)        |
| Team Andrus Veerpalu Raul Olle Elmo Kassin Jaak Mae | 4x10 km estafette (m)         | 10e       | 1:44.20,9 (+3.25,2) 26.50,0 26.14,3 26.11,1 25.05,5 |
|                                                     |                               |           |                                                     |
| Õnne Kurg                                           | 5 km klassiek (v)             | 73e       | 20.58,7 (+3.20,8)                                   |
| Õnne Kurg                                           | 15 km klassiek (v)            | 40e       | 52.08,3 (+5.12,9)                                   |
| Õnne Kurg                                           | 30 km vrije stijl (v)         | 48e       | 1:34.59,9 (+12.58,4)                                |
| Õnne Kurg                                           | achtervolging 5 km+10 km (v)  | 61e       | +7.15,6 (5 km:20.58 + 10 km:32.24,5)                |
| Katrin Šmigun                                       | 5 km klassiek (v)             | 20e       | 18.48,7 (+1.10,8)                                   |
| Katrin Šmigun                                       | 15 km klassiek (v)            | 13e       | 49.18,9 (+2.23,5)                                   |
| Katrin Šmigun                                       | achtervolging 5 km+10 km (v)  | 15e       | +1.46,4 (5 km:18.48 + 10 km:29.05,3)                |
| Kristina Šmigun                                     | 30 km vrije stijl (v)         | 46e       | 1:34.18,1 (+12.16,6)                                |
| Cristel Vahtra                                      | 5 km klassiek (v)             | 53e       | 19.41,4 (+2.03,5)                                   |
| Cristel Vahtra                                      | 15 km klassiek (v)            | 46e       | 52.32,7 (+5.37,3)                                   |
| Cristel Vahtra                                      | 30 km vrije stijl (v)         | 29e       | 1:31.09,3 (+9.07,8)                                 |
| Cristel Vahtra                                      | achtervolging 5 km+10 km (v)  | 50e       | +5.10,5 (5 km:19.41 + 10 km:31.36,4)                |

### Noordse combinatie
| Olympiër                                                      | Discipline      | Resultaat | Prestatie |
| ------------------------------------------------------------- | --------------- | --------- | --- |
| Magnar Freimuth                                               | individueel (m) | 33e       | +5.47,4 — schans: 194,5 p — 15 km: 42.29,5 |
| Jens Salumäe                                                  | individueel (m) | 39e       | +7.15,1 — schans: 203,5 p — 15 km: 44.51,2 |
| Tambet Pikkor                                                 | individueel (m) | 44e       | +10.25,7 — schans: 165,5 p — 15 km: 44.13,8 |
| Ago Markvardt                                                 | individueel (m) | dnf       | opgave — schans: 181,5 p — 15 km: — |
| Team Ago Markvardt Jens Salumäe Tambet Pikkor Magnar Freimuth | team (m)        | 11e       | +9.21,4 — schans: 749,5 p — 20 km: 59.11,9 schans: 176,0 p — 5 km: 15.20,1 schans: 209,5 p — 5 km: 15.03,5 schans: 184,0 p — 5 km: 15.04,5 schans: 180,0 p — 5 km: 13.43,8 |

### Rodelen
| Olympiër      | Discipline | Resultaat | Prestatie                                             |
| ------------- | ---------- | --------- | ----------------------------------------------------- |
| Andrus Paul   | mannen     | dq        | diskwalificatie run 1 (51,931)                        |
| Helen Novikov | vrouwen    | 20e       | 3.29,263 (+5,484) (52,760 / 52,594 / 52,204 / 51,705) |

Amerikaanse Maagdeneilanden · Andorra · Argentinië · Armenië · Australië · Azerbeidzjan · België · Bermuda · Bosnië en Herzegovina · Brazilië · Bulgarije · Canada · Chili · China · Chinees Taipei · Cyprus · Denemarken · Duitsland · Estland · Finland · Frankrijk · Georgië · Griekenland · Groot-Brittannië · Hongarije · Ierland · IJsland · India · Iran · Israël · Italië · Jamaica · Japan · Joegoslavië · Kazachstan · Kenia · Kirgizië · Kroatië · Letland · Liechtenstein · Litouwen · Luxemburg · Macedonië · Moldavië · Monaco · Mongolië · Nederland · Nieuw-Zeeland · Noord-Korea · Noorwegen · Oekraïne · Oezbekistan · Oostenrijk · Polen · Portugal · Puerto Rico · Roemenië · Rusland · Slovenië · Slowakije · Spanje · Trinidad en Tobago · Tsjechië · Turkije · Uruguay · Venezuela · Verenigde Staten · Wit-Rusland · Zuid-Afrika · Zuid-Korea · Zweden · Zwitserland